# Elevação de gelo Fletcher

A Elevação de Gelo Fletcher ou Cabo Fletcher é uma grande elevação de gelo, de 100 milhas de comprimento e de 40 milhas de largura, no lado do sudoeste da plataforma de gelo de Filchner-Ronne, na Antártida Ocidental.
Está completamente coberta de gelo e eleva-se entre a Corrente de Gelo Rutford e a Angra Carlson. A elevação de gelo foi observada, fotografada e esboçada de forma bruta pelo Tenente Ronald F. Carlson, Marinha dos Estados Unidos, no curso de voos da aeronave C-130 de 14–15 de dezembro de 1961 partindo do estreito de McMurdo para esta região e retornando. Foi mapeada em detalhe pelo United States Geological Survey (Serviço Geológico dos Estados Unidos) (USGS) a partir das imagens Landsat tomadas em 1973-74. Designada pelo Advisory Committee on Antarctic Names (Comitê Consultivo para Nomes Antárticos) (US-ACAN) recebeu o nome de Joseph O. Fletcher, diretor do Serviço de Programas Polares da National Science Foundation, 1971-74.